# La caiguda de l'Imperi Romà
La caiguda de l'Imperi Romà (títol original: The Fall of the Roman Empire) és una pel·lícula èpica del 1964 dirigida per Anthony Mann i produïda per Samuel Bronston que narra la caiguda de l'Imperi Romà. Està doblada al català.

## Argument
Aquesta pel·lícula narra els últims moments de Marc Aureli i el regne de Còmmode. És una pel·lícula d'acció que parla del principi de la caiguda de l'Imperi Romà. És la història de la cobdícia personal a la recerca de poder, i els efectes d'aquesta pèrdua de poder. És també la narració de la difícil situació d'un poble al caire d'un abisme polític.

## Sobre la pel·lícula
- El fòrum romà concebut pels decoradors Veniero Colosanti i John Moore figura entre els decorats més grans que mai s'han construït per a una pel·lícula. La construcció d'aquest fòrum de 437 metres de llargada i 251 d'amplada comença en un terreny de 27 hectàrees a Las Matas, prop de Madrid, el 10 d'octubre del 1962. Mil cent obrers van passar-hi set mesos erigint 601 columnes, 350 estàtues i 27 edificis a escala real, la part més alta del decorat era el temple de Júpiter, l'estàtua eqüestre del qual, situada a la teulada, culminava a més de 86 metres d'alçada.
- La caiguda de l'Imperi Romà figura a la llista de pel·lícules menys rendibles de tota la història del cinema, amb només 1,9 milions de dòlars de recaptament a Amèrica del Nord amb un pressupost de més de 20 milions.